# زادروز یوحنای معمدان
زادروز یوحنای معمدان (۱۸۱ × ۲۶۶ cm) تابلویی از تینتورتو است که در موزه ارمیتاژ نگه داشته می‌شود. تینتورتو این نقاشی را در جوانی و به‌سال ۱۵۵۰ کشید. او اثر دیگری نیز به همین نام دارد، که در کلیسای زکریای قدیس در ونیز هست.

## درون‌مایه
این تابلو، زادروز یوحنای معمدان را می‌نمایاند، که ماجرای آن در انجیل لوقا آمده‌است. زکریای کشیش شگفت‌زده می‌شود هنگامی که خبر پدر شدنش را دریافت می‌کند، زیرا او و همسرش دیرینه‌سال بودند.

## درباره
در این تابلو، الیصابات در سوی راستِ پس‌زمینه به‌تازگی زاییده‌است. در سوی چپِ پیش‌زمینه، زنانی پیرامون یوحنای نوزاد در تکاپو هستند؛ یکی از آنان، دایه‌ای است که پستانش را در دهان نوزاد می‌گذارد. در سوی راست، زکریا به‌نشانهٔ شگفتی و پذیرش، دستش را بر سینه‌اش گذاشته‌است. همهٔ کسانی که در نقاشی هستند، به‌شیوهٔ وِنیزی‌ها لباس پوشیده‌اند، و لباس‌هایشان از پارچه‌هایی با رنگ‌های درخشنده است.